# Bedjene
Bedjene (în arabă بجن) este o comună din provincia Tébessa, Algeria.
Populația comunei este de 4.505 locuitori (2008).